# Zidona dufresnii
Zidona dufresnii, conocido coloquialmente como caracol fino o caracol atigrado, es una especie monotípica de gasterópodo marino perteneciente a la familia Volutidae de importancia comercial en Argentina y Uruguay.

## Descripción
Caracol marino de gran tamaño, con el pie de color marrón con pequeños puntos color crema. La suela es crema y el pie se extiende ampliamente mientras se desplaza. Presenta una concha de color marrón claro con marcas notorias más oscuras formando un patrón en zig-zag. Se trata de una especie dioica, los machos presentan un pene conspicuo y la fecundación es interna, luego de la misma las hembras producen ovicápsulas que portan en su interior a los huevos fecundados rodeados de sustancias alimenticias extravitelinas. El desarrollo es directo eclosionando un juvenil similar al adulto. Alcanza una talla máxima de 21cm.

## Distribución
Z. dufresneii se distribuye desde los 22 °S en Río de Janeiro (Brasil) hasta los 42 °S en el Golfo San Matías (Argentina), sobre fondos arenosos o areno limosos, entre 10 y 110 m de profundidad. 

## Hábitat y ecología
En la Bahía San Antonio, se localiza una población especial debido a que habita en aguas someras, en sustratos arenosos con disponibilidad de cantos rodados y esponjas, sobre el canal principal de acceso y en canales interiores cercanos al Puerto de San Antonio Este. Esta población presenta una talla menor (12,8 cm) en relación con la población de aguas profundas (21cm aproximadamente. Pasa la mayor parte del tiempo enterrado, se alimenta principalmente de otros moluscos como bivalvos y pequeños caracoles. Las hembras depositan desde principios de primavera a otoño ovicápsulas que fijan con su pie a un sustrato que pueden ser cantos rodados o valvas de bivalvos, dentro de ellas depositan sustancias nutricias y pueden desarrollarse entre 1 y 6 embriones.

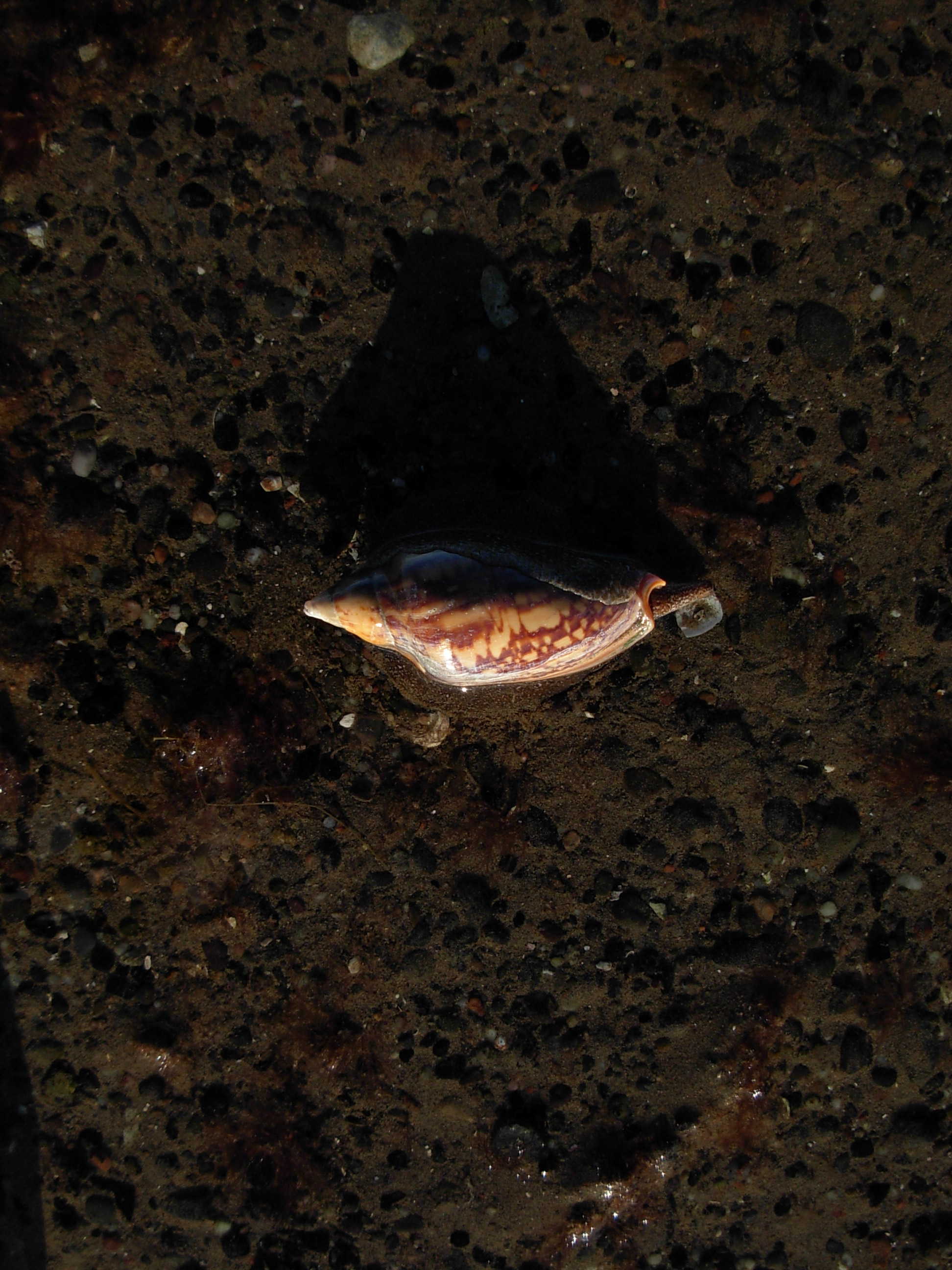
Ejemplar del caracol Zidona dufresnii en estado silvestre, en las inmediaciones del Balneario Punta Verde, San Antonio Oeste, Provincia de Río Negro, Argentina. El ejemplar es de una hembra fotografiada en el intermareal de la Bahía de San Antonio, con marea baja, una mañana de enero 2009 (8 am). Se sabe que es hembra porque estaba dejando su puesta (ovicápsula) en ese momento.

## Importancia económica
Zidona dufresneii es una especie de importancia económica, que es pescada para su consumo, aunque su extracción no es una actividad declarada.  La carne es aprovechada para la elaboración de escabeches y la conchilla se vende como artículo ornamental. Aún cuando esta especie se tiene una amplia distribución (desde Río de Janeiro, Brasil, hasta el Golfo San Matías, Argentina), las poblaciones explotadas se encuentran en Uruguay y en la Argentina. Para la pesca desde barcos (pesca de fondo) el principal puerto de desembarque es Mar del Plata, seguido por Puerto Quequén en Necochea. En el Golfo san Matías y particularmente dentro de la Bahía de San Antonio, la especie soporta una pesquería artesanal en el sector intermareal de tipo familiar, durante la temporada estival, desde hace más de 35 años.Está íntimamente asociada a la pesquería de pulpito tehuelche (Octopus tehuelchus) y también se utilizan para su extracción manual ganchos de hierro.Esta especie es vulnerable a la sobreexplotación debido a su lento crecimiento, madurez sexual tardía, baja capacidad de dispersión causada por su desarrollo directo de pocos embriones dentro de cápsulas ovígeras cementadas a un sustrato.

## Importancia cultural
El balneario Playas Doradas, de la provincia de Río Negro, Argentina, nombró una calle como "Zidona", en referencia a esta especie.